# كانتون سان ميغيل دي أوركووكي
كانتون سان ميغيل دي أوركووكي (بالإنجليزية: San Miguel de Urcuquí Canton)‏ هو كانتون في الإكوادور، يتبع مقاطعة إمبابورا.